# Boerencommando

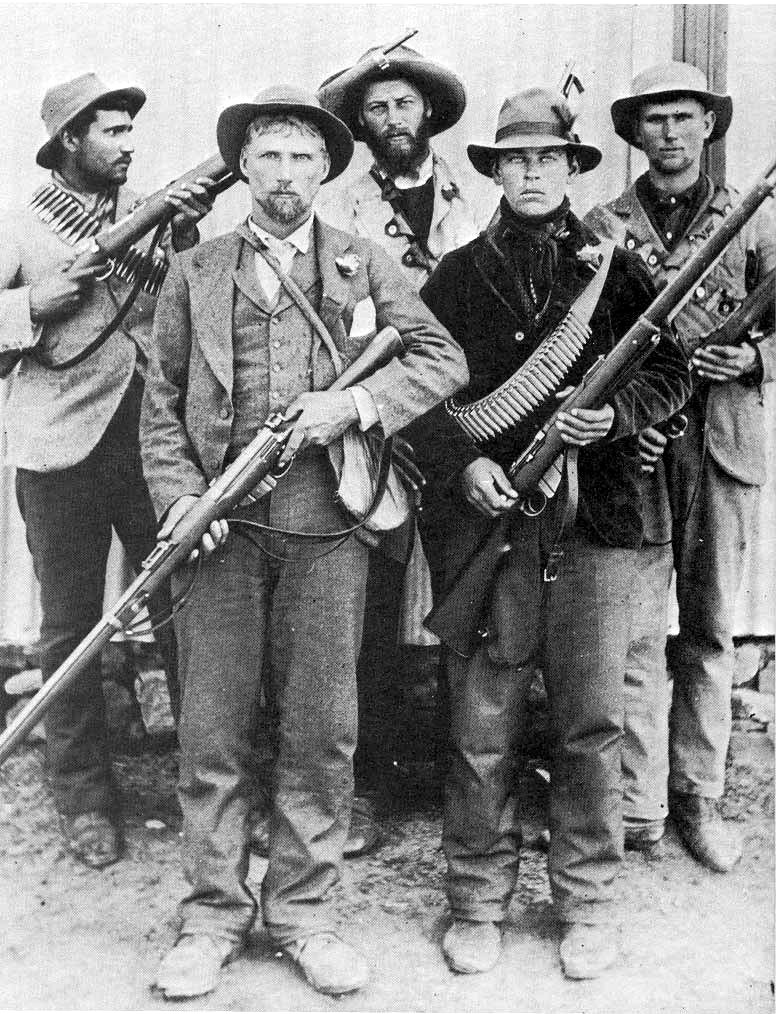
Boerenguerrilla's tijdens de Tweede Boerenoorlog, ca. 1900

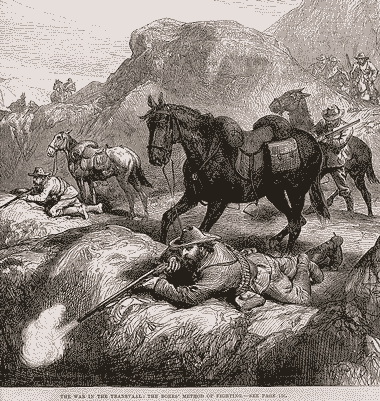
Boeren in gevecht tijdens de Eerste Boerenoorlog, 1881

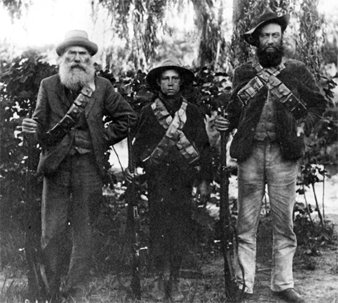
Drie generaties Boeren, v.l.n.r.: P.J. Lemmer (66), D.L. Botha (15) en C.I. Pretorius (43), 1899

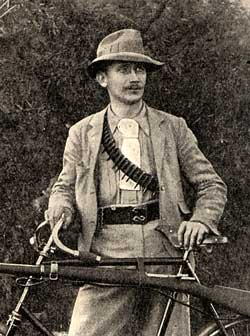
Danie Theron met fiets, 1899

Boerencommando's (Afrikaans: Boerekommando) waren legereenheden van de Boeren van Zuid-Afrika. Het waren eenheden van burgers te paard; ze behaalden successen tijdens de Boerenoorlogen dankzij hun beweeglijkheid en de vasthoudende verdediging vanuit geprepareerde posities.
Een zwakte was de matige discipline; zo voerden Boeren zelden een stevige aanval uit (iets waar de Britten juist heel goed in waren). Ook reisden Boerencommando's vaak met hun ossenwagens, met daarop veel van wat de Boeren bezaten: diverse malen is een omsingeld Boerenleger gevangen genomen, terwijl de mannen hadden kunnen ontsnappen, als ze maar bereid waren geweest hun wagens achter te laten.

## Geschiedenis
De eerste commando's ontstonden gedurende de 18e eeuw in de Nederlandse Kaapkolonie, toentertijd nog onder leiding van de Vereenigde Oostindische Compagnie, om de kolonie te beschermen tegen opstandige inheemse bewoners van Zuid-Afrika. De commando's verzorgden tijdens de Nederlandse periode wet en orde in de Kaapkolonie.
In de 19e eeuw werd het commandosysteem door de Voortrekkers toegepast in de Boerenrepublieken.

## Organisatie
Elk district van de Zuid-Afrikaansche Republiek (Transvaal) en de Oranje Vrijstaat had een eigen commando, dat naar diens district vernoemd werd. Het commando van Pretoria heette bijvoorbeeld het Pretoria Commando. Een commando had geen vaste grootte en kon uit tientallen tot wel duizenden Boeren bestaan.
Alle blanke mannen van 16 tot 60 jaar waren dienstplichtig, met uitzondering van Volksraadsleden, ambtenaren, kerkelijke beambten, erkende onderwijzers en winkeliers. Per district vormden zij een commando die onder bevel stond van een veldkornet. De veldkornet was verantwoordelijk voor de openbare orde van zijn district en stond onder bevel van een commandant, die op zijn beurt gehoorzaam was aan de commandant-generaal, de opperbevelhebber van het land. In de Oranje Vrijstaat diende de president als commandant-generaal. Van een strikte discipline was echter geen sprake omdat de Boeren een sterk gelijkwaardigheidsgevoel hadden en beslissingen van hogerhand gemakkelijk verworpen of negeerden.
In verband met de dienstplicht moest elke Boer minstens één paard met zadel, een geweer met minstens 30 patronen en een proviand voor één week paraat hebben, bestaande uit biltong, gedroogde koekjes en koffie met suiker. De Boeren werden ondersteund door hun agterryers, jonge zwarte of gekleurde knechten die voor de paarden zorgden.

## Uitrusting
Het standaardgeweer van de Boeren was een Mausergeweer (het Gewehr 1888), het modernste wapen van die tijd. Dit wapen was relatief licht, makkelijk te bedienen, snel te laden en af te vuren. Het was een krachtig wapen (hoge mondingssnelheid) met een groot bereik. Het was rookloos waardoor een Boer in een loopgraf zijn schuilplaats niet weggaf. Tijdens de Tweede Boerenoorlog werden ook Maximgeweren gebruikt en veroverden de Boeren veel Lee–Metfordgeweren op Britse krijgsgevangen. Ook werden de zogenaamde pom-pomgeweren van Maxim-Nordenfelt gebruikt, maar deze waren niet compatibel met de beweeglijkheid van het commando en werden vaak onklaar gemaakt voor het geval dat de pom-pom in Britse handen viel.
In een commando had elke Boer minstens één paard. Het boerperd was meestal een kruising tussen een Engelse volbloed en een Arabier; een snel, lenig en sterk paard met een groot uithoudingsvermogen.
Het commando had geen vast uniform en de Boeren droegen altijd hun alledaagse kleding, uitgerust met een bandelier voor ammunitie.

## Tactieken
De Boeren waren tijdens de Boerenoorlogen vaak in de numerieke minderheid tegen de Britten, maar dit werd gecompenseerd door hun beweeglijkheid, bereidheid zich in te graven en schietvaardigheid te paard. De Boeren gebruikten hun levenslange ervaring in het jagen op het wild van Zuid-Afrika op de Britse overmacht. Het was voor een Brit veel lastiger om de afstand van de tegenstander in te schatten dan een Boer die schieten in het Zuid-Afrikaanse landschap al zijn hele leven gewend was.
Boeren waren veelal agressief in het verkennen van de situatie, en betrokken dan tactisch gunstige posities. Vooral in het begin leidde de Britten neiging om Boeren-posities frontaal aan te vallen tot grote verliezen, terwijl de gedekt opgestelde of ingegraven Boeren uit het zicht bleven en weinig verliezen leden. Later hadden de Britten zo'n overmacht, en waren de Boeren zo verzwakt, dat ook een frontale aanval toch vaak succesvol was. Als een Boeren-positie omsingeld dreigde te raken trokken Boeren zich vlot (te paard) terug zodat de Britse omsingeling alleen leeg terrein insloot.
Veelal respecteerden de Boeren de zondagsrust. Waar er vaste stellingen betrokken waren werd op zondag veelal niet geschoten, en werd soms zelfs een praatje gemaakt.
Commando's werden vaak opgesplitst in kleinere troepen om te verkennen of hinderlagen te ontwijken. Hierdoor liepen hoefafdrukken en karrensporen kriskras door elkaar, waar de vijand niets wijzer uit werd. Bij een gevecht werd het commando herenigd. In sommige gevallen werd de vijand door het commando omsingeld en vanuit het zadel beschoten. Vaak trok het commando zich zogenaamd terug om van een verre afstand het vuur opnieuw te openen. Het paard was echter té belangrijk voor de Boer om te verliezen. Meestal steeg de Boer bij een gevecht van het paard af waarop deze in veiligheid werd gebracht.
Tijdens de Tweede Boerenoorlog was het commando voor bevoorrading afhankelijk van boerderijen. Als gevolg pasten de Britten de tactiek van de verschroeide aarde toe, waarbij 50.000 boerderijen in Transvaal en de Oranje Vrijstaat werden platgebrand. Omdat de Kaapkolonie onder Brits bestuur viel werden de Kaapse boerderijen bespaard, en daarmee ook een nieuw doelwit voor het commando. Veel "Kaapse rebellen" steunden de Boeren en hielpen vrijwillig met hun bevoorrading, terwijl ze de Britten voorzagen van misleidende informatie. Rebellen die werden gearresteerd konden worden veroordeeld tot de doodstraf. Evengoed werden gekleurde Kaapse boeren die samenwerkten met de Britten door het commando geëxecuteerd.
Omdat het commando geen middelen had om krijgsgevangenen te bewaken en te voeden werden zij vrijgelaten, maar niet voordat hun kleding, geweren en ammunitie werd buitgemaakt. Hierdoor capituleerde Britse troepen vaak vroegtijdig, omdat overgave veiliger was dan een gevecht.
Er bestond ook een fietscommando, waarvan die van Danie Theron het meest effectief was.

## Vrijwilligers
Tijdens de Tweede Boerenoorlog werden de Boeren bijgestaan door een commando bestaande uit buitenlandse vrijwilligers, aangevoerd door de Fransman Georges de Villebois-Mareuil. Zij bestonden deels uit gelukszoekers uit de Witwatersrand en deels uit soldaten die speciaal naar Zuid-Afrika waren gereisd om de Boeren bij te staan in hun strijd.

## Overig
De naam "commando" werd later hergebruikt voor een bepaald type militair door Winston Churchill die tijdens de Tweede Boerenoorlog in zuidelijk Afrika aanwezig was en zich, in het begin van de Tweede Wereldoorlog, liet inspireren door de Boeren.